# Койтас (Самарський район)
Койта́с (каз. Қойтас) — село у складі Самарського району Східноказахстанської області Казахстану. Входить до складу Аккалинського сільського округу.
Населення — 83 особи (2021; 190 у 2009, 268 у 1999, 224 у 1989).
Національний склад станом на 1989 рік:
- казахи — 100 %